# Connie Paraskevin
Constance Anne „Connie” Paraskevin-Young (ur. 4 lipca 1961 w Detroit) – amerykańska kolarka torowa i łyżwiarka, brązowa medalistka olimpijska oraz ośmiokrotna medalistka mistrzostw świata.

## Kariera
Pierwszy sukces w karierze Connie Paraskevin osiągnęła w 1982 roku, kiedy zdobyła złoty medal w sprincie indywidualnym na mistrzostwach świata w Leicester. W tej samej konkurencji zwyciężała również na mistrzostwach w Zurychu w 1983 roku, mistrzostwach w Barcelonie w 1984 roku i mistrzostwach w Maebashi w 1990 roku. Podczas mistrzostw w Bassano w 1985 roku była druga za Francuzką Isabelle Nicoloso, a na mistrzostwach w Colorado Springs w 1986 roku, mistrzostwach w Wiedniu rozgrywanych rok później oraz mistrzostwach w Stuttgarcie w 1991 roku zajmowała trzecie miejsce. Na igrzyskach olimpijskich w Seulu w 1988 roku zdobyła brązowy medal w swej koronnej konkurencji, wyprzedziły ją jedynie Erika Salumäe z ZSRR i Christa Rothenburger z NRD. W konkurencji tej startowała również na igrzyskach w Barcelonie i igrzyskach w Atlancie, ale w obu przypadkach odpadła w eliminacjach.
W 1984 roku wystąpiła w łyżwiarstwie szybkim na zimowych igrzyskach olimpijskich w Sarajewie, gdzie w wyścigu na 500 m zajęła trzynastą pozycję. Był to jej jedyny łyżwiarski start olimpijski, na mistrzostwach świata jej najlepszym wynikiem było piąte miejsce w wieloboju sprinterskim podczas mistrzostw w Lake Placid w 1978 roku. Paraskevin zajęła wtedy trzecie miejsce w wyścigach na 500 m, jednak jedenaste i siedemnaste miejsca na dystansie 1000 m nie pozwoliły jej wywalczyć medalu.
Jej mąż Roger Young również był kolarzem, a szwagierka Sheila Young łyżwiarką.